# Acueducto Kamares
El Acueducto Kamares también conocido como el Acueducto Bekir Pasha, es un acueducto situado en Larnaca, Chipre. Fue construido en 1747. Tassos Mikropoulos consideró el acueducto como el suministro de agua "más destacado" que se haya construido en Chipre. Se encuentra fuera de Larnaca, cerca de la antigua carretera de Limassol. Una parte de él se ilumina por la noche. Fue una construcción financiada por Abu Bekir Pasha quien era el gobernador otomano de Larnaca. El acueducto estuvo en funcionamiento hasta el año 1939 y consta de 75 arcos. La construcción del acueducto se inició en 1747 y se terminó en 1750, con un coste total de 50.000 piastras que fue pagado por Abu Bekir Pasha. A menudo se le considera como el monumento más importante construido durante el período otomano en Chipre.